# Обальдия, Хосе де
Хосе Арсенио Висенте дель Кармен де Обальдия-и-Орехуэла (исп. José Arsenio Vicente del Carmen de Obaldía y Orejuela; 19 июля 1806 — 28 декабря 1889) — южноамериканский политический деятель.
Хосе де Обальдия родился в 1806 году в Сантьяго-де-Верагуас, вице-королевство Новая Гранада; его родителями были Доминго Биас де Обальдия-и-Латату и Хуана Мария де Орехуэла-Кордеро. Он изучал юриспруденцию в Центральном университете Боготы и получил степень доктора права и политических наук.
1 апреля 1851 года Хосе де Обальдия был избран вице-президентом республики Новая Гранада; президентом страны в это время был Хосе Иларио Лопес. Во время отсутствия Лопеса Обальдии пришлось с 14 октября 1851 по 21 января 1852 исполнять обязанности президента страны.
1 апреля 1853 года новым президентом страны стал Хосе Мария Обандо (в республике Новая Гранада выборы президента и вице-президента были разнесены на два года). 17 апреля 1854 года генерал Хосе Мария Мело произвёл военный переворот и арестовал президента. Хосе де Обальдия сумел скрыться на территории американского посольства, а затем бежал в Ибаге, где возглавил правительство в изгнании. 22 сентября 1854 года собравшийся в Ибаге Конгресс объявил импичмент Обанде и формально лишил его власти, оставив Хосе де Обальдия исполнять обязанности президента до истечения его срока избрания. Гражданская война завершилась со взятием Боготы 4 декабря 1854 года.
1 апреля 1855 года завершился срок избрания Хосе де Обальдия, и новым вице-президентом страны стал Мануэль Мария Мальярино. Так как Конституция требовала, чтобы выборы президента и вице-президента были разнесены на два года, то Мальярино до 1857 года исполнял обязанности президента страны.
27 февраля 1855 года был создан Суверенный штат Панама. После ухода с поста вице-президента Обальдия занялся политической деятельностью в новом штате и представлял его в Конгрессе.
Сын Хосе де Обальдии — Хосе Доминго де Обальдия — в 1908 году стал 2-м президентом независимой Панамы.